# Craqueig catalític fluid
El craqueig catalític fluid (sovint abreviat FCC, de l'anglès Fluid Catalytic Cracking) és un dels processos de conversió més importants utilitzats en les refineries de petroli. S'utilitza àmpliament per convertir les fraccions d'hidrocarburs d'alt pes molecular i alt punt d'ebullició en gasolina més valuosa, gasos olefínics i altres productes. El craqueig dels hidrocarburs de petroli es feia originalment mitjançant un craqueig tèrmic, que ha estat gairebé totalment substituït per craqueig amb catalitzadors, ja que produeix més gasolina amb un major índex d'octà. També produeix subproductes gasosos que tenen més dobles enllaços de carboni-carboni (és a dir, més olefines) i, per tant, més valor econòmic que els produïts per un craqueig tèrmic.
La matèria primera a l'FCC sol ser la part del petroli cru que té un punt d'ebullició a pressió atmosfèrica inicial de 340 °C o superior i un pes molecular mitjà que oscil·la entre 200 i 600 o més. Aquesta part del petroli cru es refereix sovint com a gasoil pesat o gasoil al buit (HVGO). En el procés d'FCC, la matèria primera s'escalfa a una pressió alta i moderada i es posa en contacte amb un catalitzador en calent, que es presenta en forma granular o de microesfera. El catalitzador, usualment compost de diòxid de silici i alúmina, trenca les molècules de cadena llarga dels líquids d'hidrocarburs d'alta ebullició en molècules més curtes i amb un punt d'ebullició més baix, que es recullen com a vapor. El craqueig catalític produeix nafta i hidrocarburs aromàtics d'alt octanatge, com el benzè per mitjà de la conversió del cicloalcà i la parafina.

## Economia
Les refineries de petroli utilitzen craqueig catalític fluid per corregir el desequilibri entre la demanda del mercat per a la gasolina i l'excés de productes pesats i de gran abrasió que resulten de la destil·lació del petroli cru. La majoria de les càrregues a les unitats de ruptura catalítica la constitueixen gasoils, olis pesants com el DMOH i el DMO (oli desmetalitzat hidrogenat i oli desmetalitzat, respectivament).
A partir de 2006, les unitats de la FCC estaven en funcionament a 400 refineries de petroli a tot el món i aproximadament un terç del petroli cru refinat en aquestes refineries es processava en una FCC per produir gasolina d'alt octanatge i fuel-oli. Durant el 2007, les unitats d'FCC als Estats Units van processar un total de 5.300.000 barrils (840.000 m³) al dia de la matèria primera i les unitats d'FCC a tot el món van processar el doble d'aquesta quantitat.
Les unitats d'FCC són menys freqüents a Europa i Àsia, ja que aquestes regions tenen una alta demanda de dièsel i querosè, que es pot satisfer amb l'hidrocraqueig. Als EUA, el craqueig catalític fluid és més freqüent perquè la demanda de gasolina és més gran.

## Descripció del procés i diagrama de fluixos
Les unitats FCC modernes són processos continus que funcionen les 24 hores del dia durant 3 o 5 anys; freqüència de les parades programades per al manteniment rutinari.
Hi ha diversos dissenys patentats que s'han desenvolupat per a les unitats FCC modernes. Cada disseny està disponible sota una llicència que s'ha de comprar al desenvolupador de disseny per qualsevol empresa de refinació de petroli que desitgi construir i operar una FCC d'un disseny determinat.
Hi ha dues configuracions diferents per a una unitat FCC: el tipus "apilat" on el reactor i el regenerador del catalitzador estan continguts en un sol recipient amb el reactor per sobre del regenerador del catalitzador i el tipus "side-by-side" on el reactor i el catalitzador El regenerador es troba en dos tancs separats. Aquests són els principals dissenyadors i llicenciadors de la FCC:
Configuració Side-by-side:
- CB&I
- ExxonMobil Research and Engineering (EMRE)
- Shell Global Solutions
- Axens / Stone & Webster Process Technology — Actualment propietat de Technip
- Universal Oil Products (UOP) — Actualment propietat d'una subsidiària d'Honeywell

Configuració apilada:
- Kellogg Brown & Root (KBR)

Cadascun dels llicenciadors de disseny propietari afirma tenir funcions i avantatges únics. Una discussió completa sobre els avantatges relatius de cadascun dels processos és més enllà de l'abast d'aquest article.

## Reactor i regenerador
El reactor i el regenerador es consideren el cor de la unitat de craqueig catalític fluid. El diagrama de flux esquemàtic d'una unitat FCC moderna típica de la (Figura 1) a continuació es basa en la configuració "side-by-side". El petroli d'alimentació preescalfat a alta ebullició (a uns 315 a 430 °C) que consta de molècules d'hidrocarburs de cadena llarga es combina amb el petroli recirculat des de la part inferior de la columna de destil·lació i s'injecta a la columna del catalitzador, on es vaporitza i fracciona en petites molècules de vapor per contacte i barreja amb el catalitzador en pols molt calent del regenerador. Totes les reaccions de craqueig es produeixen en el corrent del catalitzador en un període de 2-4 segons. Els vapors d'hidrocarburs "fluiditzen" el catalitzador en pols i la barreja de vapors d'hidrocarburs i els fluxos de catalitzador cap amunt per entrar al reactor a una temperatura d'uns 535 °C i una pressió d'aproximadament 1,72 bar.
El reactor és un vaixell en el qual els vapors del producte esquinçat són: (a) separats del catalitzador gastat fluint a través d'un conjunt de ciclons de dues etapes dins del reactor i (b) el catalitzador gastat flueix cap avall a través d'una secció de tall de vapor per eliminar qualsevol vapors d'hidrocarburs abans que el catalitzador gastat torni al regenerador del catalitzador. El flux de catalitzador gastat al regenerador està regulat per una vàlvula lliscant a la línia de catalitzador gastat.
Atès que les reaccions de craqueig produeixen un material carbonós (anomenat coc catalitzador) que es diposita sobre el catalitzador i redueix molt ràpidament la reactivitat del catalitzador, el catalitzador es regenera mitjançant la crema del coc dipositat amb l'aire bufat al regenerador. El regenerador funciona a una temperatura d'uns 715 °C i una pressió de prop de 2,41 bar, per tant, el regenerador funciona a una pressió superior a 0,7 bar que el reactor. La combustió del coc és exotèrmica i produeix una gran quantitat de calor parcialment absorbida pel catalitzador regenerat i proporciona la calor requerida per a la vaporització de la matèria primera i les reaccions de craqueig endotèrmic que es produeixen en el corrent del catalitzador. Per aquest motiu, les unitats de la FCC sovint es denominen "equilibrades de calor".
El catalitzador calent (a uns 715 °C) deixant que el regenerador flueixi cap a un pou de retirada del catalitzador, on es permeten escapolir els gasos de combustió a la part superior del regenerador. El flux de catalitzador regenerat al punt d'injecció de la matriu inferior al corrent del catalitzador està regulat per una vàlvula lliscant a la línia de catalitzador regenerat. El gas de combustió calenta surt del regenerador després de passar per múltiples conjunts de ciclons de dues etapes que eliminen el catalitzador arrossegat del gas de combustió.
La quantitat de catalitzador que circula entre el regenerador i el reactor ascendeix a uns 5 kg per kg d'alimentació, que equival a uns 4,66 kg per litre de matèria primera. D'aquesta manera, una unitat de FCC que processarà 75.000 barrils per dia (11.900 m³ / d) circularà unes 55.900 tones per dia de catalitzador.

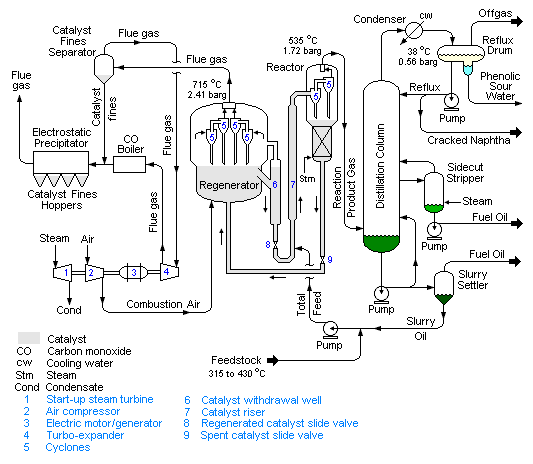
Figura 1: Diagrama de flux esquemàtic d'una unitat de craqueig per fluid catalític, emprat en refineries de petroli.

### Columna de destil·lació
Els vapors del producte de reacció (a 535 °C i una pressió d'1,72 bar) flueixen des de la part superior del reactor fins a la part inferior de la columna de destil·lació (comunament coneguda com el fraccionador principal) on es destil·len als productes finals de la FCC nafta de petroli esquerdada, fuel-oil i gas residual. Després d'un processament posterior per a l'eliminació de compostos de sofre, la nafta esquarterada es converteix en un component d'alt octanatge de les gasolines combinades de la refineria.
El gas residual del fraccionador principal s'envia a la denominada unitat de recuperació de gas, on està separada en butans i butilens, propà i propilè i gasos de menor pes molecular (hidrogen, metà, etilè i età). Algunes unitats de recuperació de gasos de FCC també poden separar part de l'età i l'etilè.
Tot i que el diagrama de flux esquemàtic que es mostra anteriorment mostra el fraccionador principal que només disposa d'un separador de fracció i un producte del petroli, molts fraccionadors principals de FCC tenen dos separadors i produeixen un fuel lleuger i un fuel pesat. De la mateixa manera, molts fraccionadors principals de FCC produeixen una nafta craquejada lleugera i una nafta craquejada pesada. La terminologia lleugera i pesada en aquest context fa referència als rangs d'ebullició del producte, amb productes lleugers que tenen un menor punt d'ebullició que els productes pesats.
L'oli que s'acumula al fons del fraccionador principal conté partícules residuals de catalitzador que no van ser eliminades completament pels ciclons a la part superior del reactor. Per aquest motiu, l'oli del producte inferior es coneix com a oli de fangs. Una part d'aquest oli de fangs es recicla de nou al fraccionador principal per sobre del punt d'entrada dels vapors del producte de reacció calenta per refredar i condensar parcialment els vapors del producte de reacció a mesura que entren al fraccionador principal. La resta de l'oli de fangs es bomba a través d'un filtre. L'oli del fons del filtre conté la major part de les partícules de catalitzador residual i es recicla de nou en el fons del catalitzador combinant-lo amb l'oli d'alimentació de la FCC. L'oli de fangs esclarit o de decantació es retira de la part superior del filtre per utilitzar-lo en altres llocs de la refineria, com a component de barreja d'oli de combustible pesat o com a matèria primera de negre de carbó.

### Regenerador de gas de combustió
Segons l'elecció del disseny de la FCC, la combustió en el regenerador del coc sobre el catalitzador usat pot o no ser la combustió completa del CO2 del diòxid de carboni. El flux d'aire de la combustió es controla per proporcionar la proporció desitjada de monòxid de carboni (CO) a diòxid de carboni per a cada disseny específic de la FCC.
En el disseny que es mostra a la figura 1, el coc només s'ha cremat parcialment a CO₂. El gas de combustió de combustió (que conté CO i CO₂) a 715 °C a una pressió de 2,41 bar es dirigeix a través d'un separador de catalitzador secundari que conté tubs de remolc dissenyats per eliminar el 70 a 90 per cent de les partícules del gas de combustió que surt del regenerador. 8] Això és necessari per evitar el dany de l'erosió a les fulles del turbo-expansor que el gas de combustió travessa a continuació.
L'expansió del gas de combustió a través d'un turbo-expansor proporciona una potència suficient per impulsar el compressor d'aire de combustió del regenerador. El generador elèctric pot consumir o produir energia elèctrica. Si l'expansió del gas de combustió no proporciona prou energia per accionar el compressor d'aire, el motor / generador elèctric proporciona la potència addicional necessària. Si l'expansió del gas de combustió proporciona més energia del que necessitava per conduir el compressor d'aire, el motor / generador elèctric converteix l'excés d'energia en energia elèctrica i l'exporta al sistema elèctric de la refineria.
El gas de combustió expandit es dirigeix a través d'una caldera generadora de vapor (anomenada caldera de CO) on el monòxid de carboni en el gas de combustió es crema com a combustible per proporcionar vapor per al seu ús a la refineria, així com per complir amb qualsevol medi ambient aplicable. límits regulatoris sobre les emissions de monòxid de carboni.
El gas de combustió es processa finalment a través d'un precipitador electroestàtic (ESP) per eliminar la partícula residual per complir qualsevol normativa ambiental aplicable en relació amb les emissions de partícules. L'ESP elimina les partícules en el rang de mida de 2 a 20 μm del gas de combustió. Els sistemes de filtres de partícules, coneguts com a Separadors de la Quarta Etapa (FSS) de vegades calen per complir els límits d'emissió de partícules. Aquests poden reemplaçar l'ESP quan les emissions de partícules són l'única preocupació.
La turbina de vapor del sistema de processament de gasos de combustió (que es mostra en el diagrama anterior) s'utilitza per conduir el compressor d'aire de combustió del regenerador durant les start-ups de la unitat de la FCC fins que hi hagi suficient gas de combustió per assumir aquesta tasca.